# 猜猜我是谁
猜猜我是谁是一種始于2000年代未，活躍於中國大陆、香港、台湾，以至海外的華人社區的電話詐騙行為。騙徒隨機撥打電話號碼，要求接聽方猜猜其是谁，當對方說出某名字後，就冒認成其人，寒暄一番後掛線，隔一段日子後，騙徒又會致電事主，以冒認身份表示自己遇上了意外，要求事方匯款到騙徒的銀行帳戶。在2010年亞運會期間，廣州當局便截獲了62宗類似的電話騙案。
此行為之名稱源自陶大偉原唱的歌曲〈猜猜我是誰〉，首錄於飛碟唱片於1983年發行的陶大偉專輯《陶大偉1983夏季專輯：夏日假期》。
除了華人地區之外，日本亦有類似的詐騙手段，被稱為「我啦我啦诈骗」（日语：／ oreore sagi */?）